# Eryniopsis lampyridarum
Eryniopsis lampyridarum — вид зигомікотових грибів Ентомофторові (Entomophthoraceae).

## Поширення
Північна Америка

## Екологія
Паразитарний ентомофільний вид. Паразитує на жуках Chauliognathus pensylvanicus родини м'якотілки (Cantharidae). Згідно з дослідження Дональда Стейнкрауса з університету Арканзаса 2017 року, зараження м'якотілок грибком Eryniopsis lampyridarum сягає 20%.